# 曼尼希反应
曼尼希反应（Mannich反应，简称曼氏反应），也称作胺甲基化反应，是含有活泼氢的化合物（通常为羰基化合物）与甲醛和二级胺或氨缩合，生成β-氨基（羰基）化合物的有机化学反应。一般醛亚胺与α-亚甲基羰基化合物的反应也被看做曼尼希反应。反应的产物β-氨基（羰基）化合物称为“曼尼希碱”（Mannich碱），简称曼氏碱。

反应中的胺一般为二级胺，如哌啶、二甲胺等。如果用一级胺，反应后的缩合产物在氮上还有氢，可以继续发生反应，故有时也可根据需要使用一级胺。如果用三级胺或芳香胺，反应中无法生成亚胺离子，停留在季铵离子一步。
胺／氨的作用是活化另一个反应物醛。甲醛是最常用的醛，一般用它的水溶液、三聚甲醛或多聚甲醛。除甲醛外，也可用其他醛。反应一般在水、乙酸或醇中进行，加入少量盐酸以保证酸性。
含α-氢的化合物一般为羰基化合物（醛、酮、羧酸、酯）、腈、脂肪硝基化合物、末端炔烃、α-烷基吡啶或亚胺等。若用不对称的酮，则产物是混合物。呋喃、吡咯、噻吩等杂环化合物也可反应。
曼氏反应通常需在高温下和质子溶剂中进行，反应时间长，容易生成副产物。

## 历史
早在1895年便有人发现以酚作酸组分的曼尼希碱，并申请了专利。 之后，Tollens、L. Henry、Duden、Franchimont等人发现了其他类型的曼尼希反应，包括以硝基烷和伯硝胺作酸组分的反应，但都没有意识到这些反应所具有的普遍意义。1912年，卡尔·曼尼希用沙利比林和乌洛托品反应，得到了一个难溶于水的沉淀。此产物的结构在一年内得到了解释， 促使了他对这一类含活泼氢化合物、甲醛和胺之间的反应进行了深入的研究，从而奠定了曼尼希反应的基础。很多生物碱都是通过曼尼希反应合成的。

托品酮的合成是曼尼希反应的经典例子，被认为是全合成中的经典反应之一。1901年，Willstätter首先合成了这个化合物，用的是环庚酮作原料，通过14步反应，总产率仅为0.75%。1917年，羅伯特·魯賓遜以丁二醛、甲胺和3-氧代戊二酸为原料，在仿生条件下，利用了曼尼希反应，仅通过一步反应便得到了托品酮。 反应的初始产率为17%，后经改进可增至90%。 反应示意见下图，机理见  （页面存档备份，存于）。

## 反应机理
反应的机理如下图所示。羰基质子化，胺对羰基发生亲核加成，去质子，氮上的电子转移，水离去，可以得到一个亚胺离子中间体。以二甲胺作原料，这个中间体为N,N-二甲基-亚甲基氯化铵，在70年代由Kinact等人首先发现。它具有很强的反应性，可以使很多在通常条件下难以进行的反应得以顺利进行。
亚胺离子作为亲电试剂，进攻含活泼氢化合物的烯醇型结构，失去质子，便得到产物。

产物曼氏碱比较稳定，以它作原料，经甲基化与Hofmann消除反应，或在蒸馏时和碱作用下发生的分解反应，可以得到α,β-不饱和酮。后者可以与亲核试剂发生麦克尔加成等反应，是很有用的合成前体，但由于它一般不稳定，容易聚合，故通常采用曼氏碱分解生成不饱和酮，并使其在原位与其它试剂发生反应。

## 不对称曼尼希反应
曼尼希反应会产生两个原手性碳原子，因此产物是两对对映异构体。可以经过手性诱导，使反应生成立体选择性的产物。首个不对称曼尼希反应于2002年报道，是以(S)-脯氨酸作手性催化剂的反应，如下图所示。反应物醛上的取代基越大，syn型产物的比例越大。 （页面存档备份，存于）。

## 外部連結
- 曼尼希反应 (Mannich Reaction) （页面存档备份，存于）